# Gints Bērziņš
Gints Bērziņš (Sigulda, 8 marzo 2002) è uno slittinista lettone.

## Biografia
Ha iniziato a praticare lo slittino nel 2014. Nella stagione 2018-2019 ha vinto la Coppa del Mondo giovanile, ripetendo il successo nella stagione 2019-2020. 
Ha fatto parte della spedizione ucraina ai Giochi olimpici giovanili di Losanna 2020, vincendo la medaglia d'oro nel singolo e il bronzo nella staffetta a squadre. Ai mondiali juniores del 2020 ha guadagnato l'argento sia nel singolo che nella staffetta.
Dalla stagione 2020-2021 ha esordito nelle competizioni seniores, debuttando in Coppa del Mondo il 6 dicembre 2020 sulla pista di Altenberg, in cui ha concluso al 24º posto. Agli europei del 2021 sulla pista di Sigulda si è classificato 12º. Nella prova degli europei under-23 ha vinto l'argento. 
Ai mondiali di Königsee 2021 ha ottenuto il 10º posto nello sprint singolo. Nelle competizioni valide per il mondiali under-23 ha vinto il bronzo. 
Nella Coppa del Mondo del 2020-2021 si è piazzato 17° nella classifica generale.
Ha rappresentato la Lettonia ai Giochi olimpici invernali di Pechino 2022, gareggiando sul tracciato del National Sliding Centre, ha completato la prova del singolo al 7º posto.

## Palmarès
- Giochi olimpici giovanili

Losanna 2020: oro nel singolo; bronzo nella staffetta a squadre;
- Mondiali U23

Königsee 2021: bronzo nel singolo;
- Europei U23

Sigulda 2021: argento nel singolo;